# Kroje Rychlebských hor
Kroje Rychlebských hor jsou současné lidové oděvy vytvořené jako nový kulturní symbol oblasti Rychlebských hor a jejich podhůří. Nejedná se o rekonstrukci původních krojů, ale o zcela nový návrh vzešlý z komunitní spolupráce. Cílem projektu je podpořit místní identitu a sounáležitost v regionu, který po druhé světové válce doznal demografických změn.

## Historie
Kroje vznikly z iniciativy výtvarnice a kulturní aktivistky Marie Krajplové v roce 2022, v návaznosti na audiovizuální instalaci „Dotkni se Javorníku“. Projekt získal podporu místních obyvatel, základní umělecké školy v Javorníku, dobrovolníků a grantových organizací, například Nadace Via.
Rychlebské hory historicky neměly jednotný kroj.[zdroj?] Po poválečném odsunu původního obyvatelstva se tradiční oděvy přestaly používat a kulturní kontinuita byla přerušena. Nově navržený kroj vzniká s cílem vytvořit tradici novou inspirovanou místní historií.

## Popis a symbolika
Kroj kombinuje prvky tradičních technik a současného designu. Využívá zejména modrotisk, při kterém se na látku ručně nanášejí vzory pomocí dřevěných forem. Dominantními motivy jsou borůvky a listy, inspirované místní krajinou – zejména Borůvkovou horou, výrazným geografickým prvkem regionu.
Barevnost je převážně tmavě modrá a bílá, typická pro modrotisk. Střih kroje je záměrně jednoduchý.[zdroj?]

## Význam a využití
Projekt má edukativní a komunitní rozměr. Kroje jsou využívány při školních a kulturních vystoupeních, například žáky ZUŠ Javorník v divadelních hrách a hudebních programech. Vznikají také tematické dílny a workshopy. Finanční podpora projektu je zajišťována částečně formou crowdfundingových kampaní a prodejem doplňků, jako jsou modrotiskové tašky či výtvarné sady.[zdroj?]